# Cœruleum
Pour les articles homonymes, voir Coeruleus, Coerulea, Coreuleum et leurs variantes orthographiques.

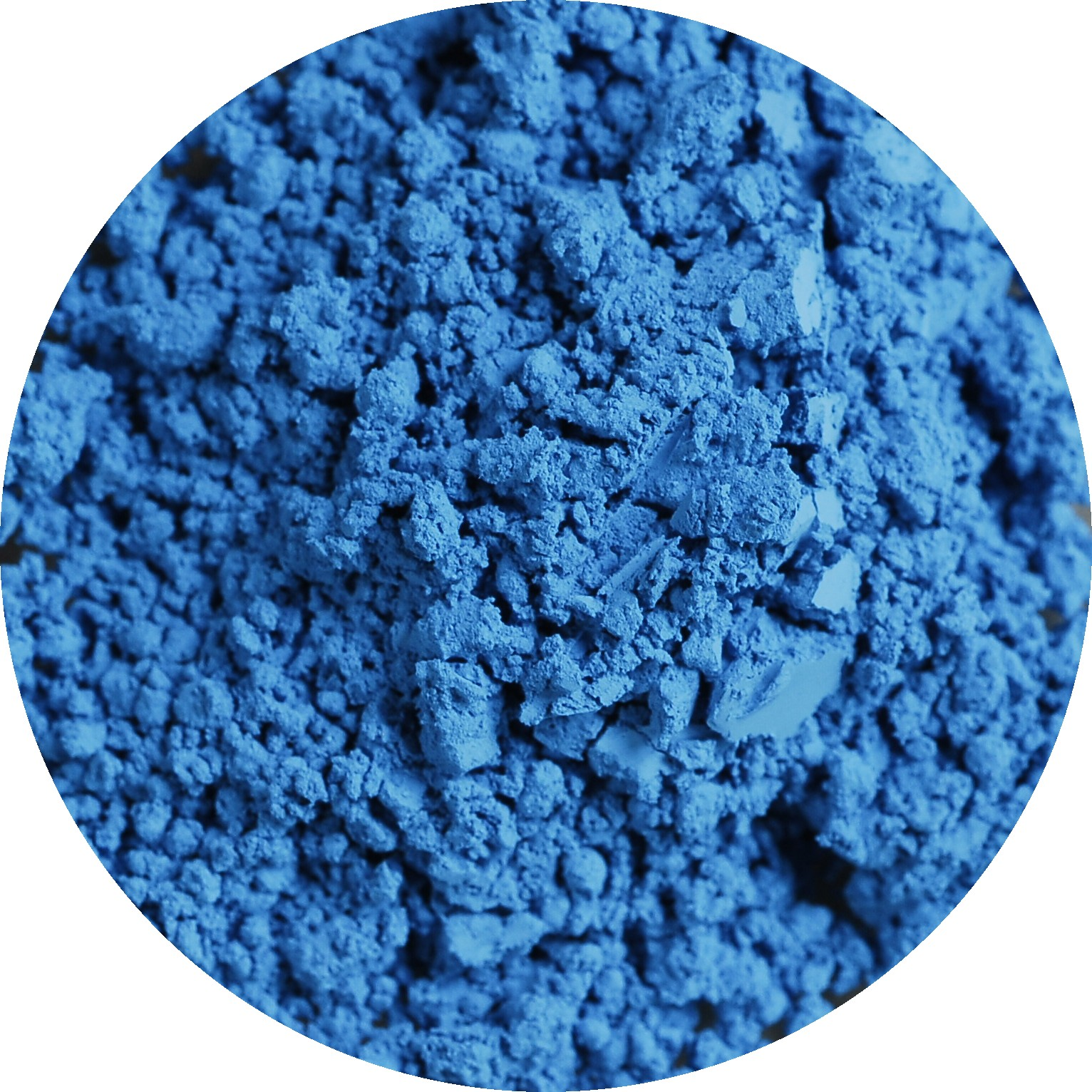
Pigment Bleu Céruléum PB35.

Le cœruleum ou céruléum est un pigment utilisé en peinture artistique et en décoration, donnant une nuance de bleu ciel. Il est aussi connu sous les noms de bleu céruléen et de bleu céleste.
L'apothicaire suisse Albrecht Höpfner prépare ce stannate de cobalt (CoSnO3) en 1805, avant que Thénard ne produise son bleu de cobalt. Il est un peu diffusé en Allemagne par la suite. Le marchand de couleurs Rowney, de Londres, le commercialise en aquarelle et en peinture à l'huile à partir de 1860 sous le nom de cœruleum, habituellement orthographié aujourd’hui céruléum. Il est répertorié au Colour Index sous le numéro PB35.
Au Moyen Âge, le terme cœruleum désigne les pigments bleu ciel dans des manuscrits en latin consacrés à la couleur. C'est encore ainsi qu'il apparaît dans le dictionnaire au XVIIe siècle. Au XIXe siècle, le terme peut désigner aussi l'arseniate basique de cuivre (PRV).

## Caractéristiques
Il s’agit d’un bleu très opaque, tendant légèrement sur le vert.
Il a connu beaucoup de succès auprès des artistes à cause de sa propriété de conserver, selon Guignet, sa couleur bleue même à la lueur des bougies, ce qui en fait, selon le terme ancien, un bleu lumière. Cependant, à la lumière artificielle, le pigment verdit considérablement et perd de sa saturation. Cette propriété n'est pas garantie quand la teinte est obtenue avec d'autres pigments (PRV).
Il acquit une réputation d'impermanence dans les années 1890, sans décourager des artistes comme Paul Signac. Béguin le considère comme « très solide », tout comme Langlais et Pracontal.
Dans les nuanciers de couleurs à peindre, le pigment PB35 est de plus en plus remplacé par le PB36 (oxyde de chrome et cobalt), moins cher et plus turquoise.